# Angelo Elia
Angelo Elia (Magliaso, 26 augustus 1957) is een Zwitsers voormalig voetballer die speelde als aanvaller.

## Carrière
Elia speelde gedurende afwisselende periodes voor FC Lugano en Servette. Hij speelde tussen 1980 en 1982 voor Zwitserland, in totaal speelde hij vijf wedstrijden en kon een keer scoren tegen Nederland.